# Paul Krüger (homme politique allemand)
Pour les articles homonymes, voir Paul Krüger et Kruger.
 (janvier 2025).
Si vous disposez d'ouvrages ou d'articles de référence ou si vous connaissez des sites web de qualité traitant du thème abordé ici, merci de compléter l'article en donnant les références utiles à sa vérifiabilité et en les liant à la section « Notes et références ».
Paul Krüger, né le 7 mars 1950 à Güstrow, est un homme politique allemand membre de l'Union chrétienne-démocrate d'Allemagne (CDU).
Après les premières élections législatives libres en République démocratique allemande (RDA), en 1990, il devient premier coordinateur du groupe parlementaire chrétien-démocrate à la Chambre du peuple, et entre quelques mois plus tard au Bundestag, comme délégué de l'ex-Allemagne de l'Est. Trois ans plus tard, il est nommé ministre fédéral de la Recherche d'Allemagne dans la coalition noire-jaune d'Helmut Kohl, étant contraint de renoncer à ce portefeuille à la fin de son mandat, en 1994.
Il démissionne du Bundestag, où il présidait la commission des Affaires des nouveaux Länder, en 2001, à la suite de son élection au poste de maire de Neubrandenbourg.

## Éléments personnels

### Formation et carrière
Il achève ses études secondaires en 1966, et suit pendant deux ans un apprentissage de mécanicien, une profession qu'il exerce entre 1968 et 1969 à Teterow et Warnemünde. Il entreprend ensuite des études supérieures de génie mécanique à l'école d'ingénieurs de Wismar, qu'il achève en 1973.
Il commence aussitôt à travailler comme ingénieur, même s'il n'obtient son diplôme qu'en 1975. En 1980, il devient chef de l'organisation et du développement des logiciels dans une entreprise de mécanique à Neubrandenbourg, et reçoit en 1986 son doctorat de génie mécanique.

### Vie privée
Il est de confession protestante, marié et père de deux enfants.

## Parcours politique

### Au sein de la CDU
Il adhère à l'Union chrétienne-démocrate d'Allemagne de l'Est en 1989, qui fusionne en 1990 avec la CDU de l'Ouest. Il prend la même année la direction de la fédération de la ville-arrondissement de Neubrandenbourg et intègre le comité directeur du Mecklembourg-Poméranie-Occidentale. En 2003, il est élu vice-président régional du parti.

### Dans les institutions
Lors des premières élections libres est-allemandes, le 18 mars 1990, il est élu député de la circonscription de Neubrandenburg à la Chambre du peuple, et devient ensuite premier coordinateur du groupe réunissant la CDU et le Renouveau démocratique (DA) et membre de la présidence de l'assemblée. Il entre au Bundestag le 3 octobre suivant, du fait de la réunification allemande, parmi les cent quarante-quatre délégués de l'ancienne Allemagne de l'Est. Élu député fédéral du Mecklembourg-Poméranie-Occidentale dans la circonscription Neubrandenburg – Altentreptow – Waren – Röbel avec 42,7 % des voix aux élections fédérales du 2 décembre, il entre au comité directeur du groupe des Unions CDU/CSU.
Paul Krüger est nommé ministre fédéral de la Recherche et de la Technologie dans la coalition noire-jaune d'Helmut Kohl le 13 mai 1993. Il doit cependant quitter le gouvernement fédéral à la fin de son mandat, le 17 novembre 1994, à la suite de la fusion des ministères fédéraux de la Recherche et de l'Éducation au sein du ministère fédéral de l'Éducation, de la Science et de la Recherche et de la Technologie, dirigé désormais par Jürgen Rüttgers.
Il continue toutefois de siéger au Bundestag, où il occupe, de 1994 à 1998, la vice-présidence du groupe CDU/CSU, puis la présidence de la commission parlementaire des Affaires des nouveaux Länder à partir de 1998. Il démissionne le 14 août 2001, deux mois et demi après son élection comme maire de Neubrandenbourg.